# Dona de Haraldskær

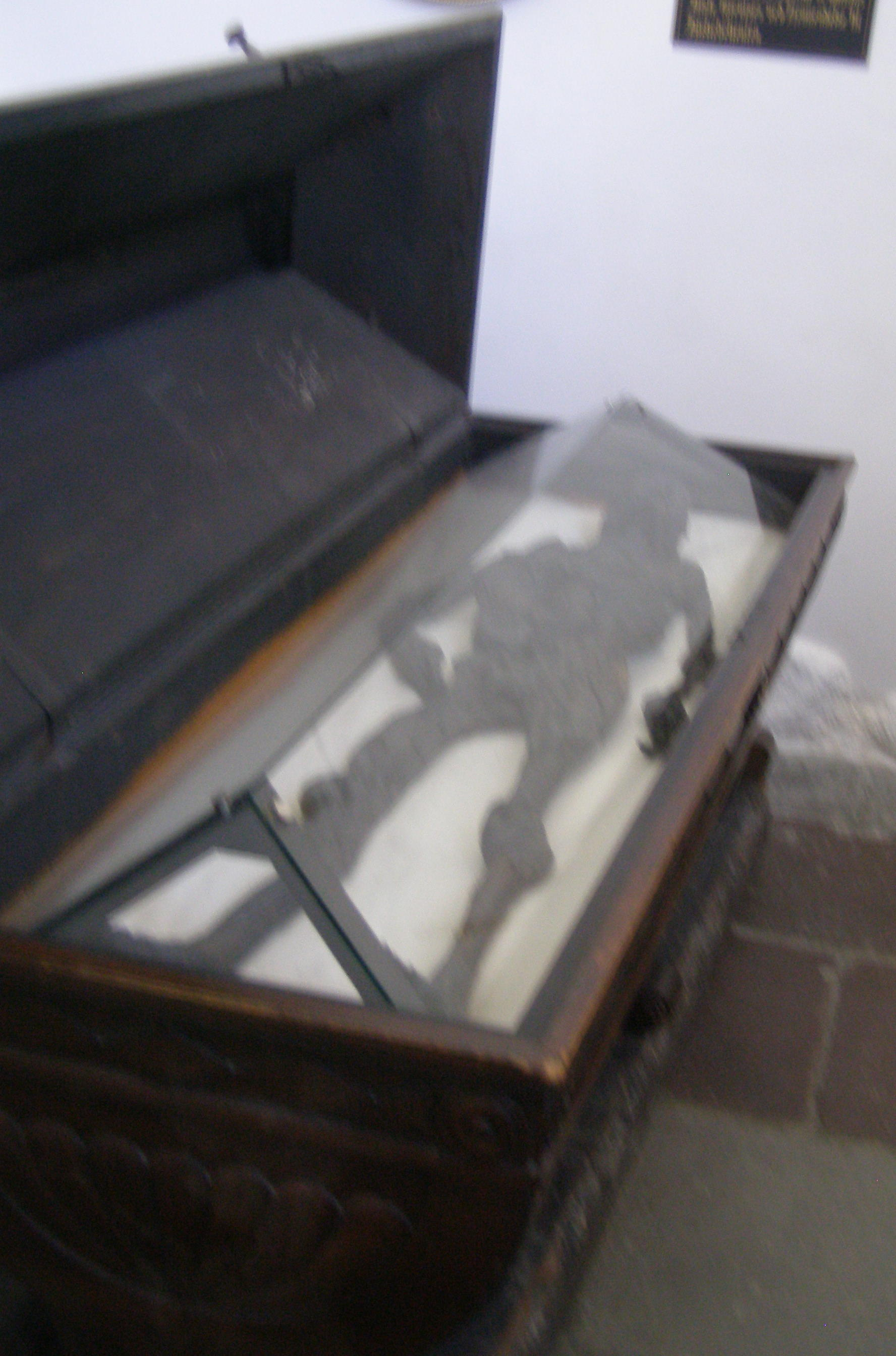
Sarcòfag de vidre on es conserva el cos de la Dona de Haraldskær

La Dona de Haraldskær és el nom que rep una mòmia dels pantans que correspon al cadàver d'una dona que data del segle v aC i que devia pertànyer a algun dels pobles escandinaus, en l'edat del ferro.

## Història

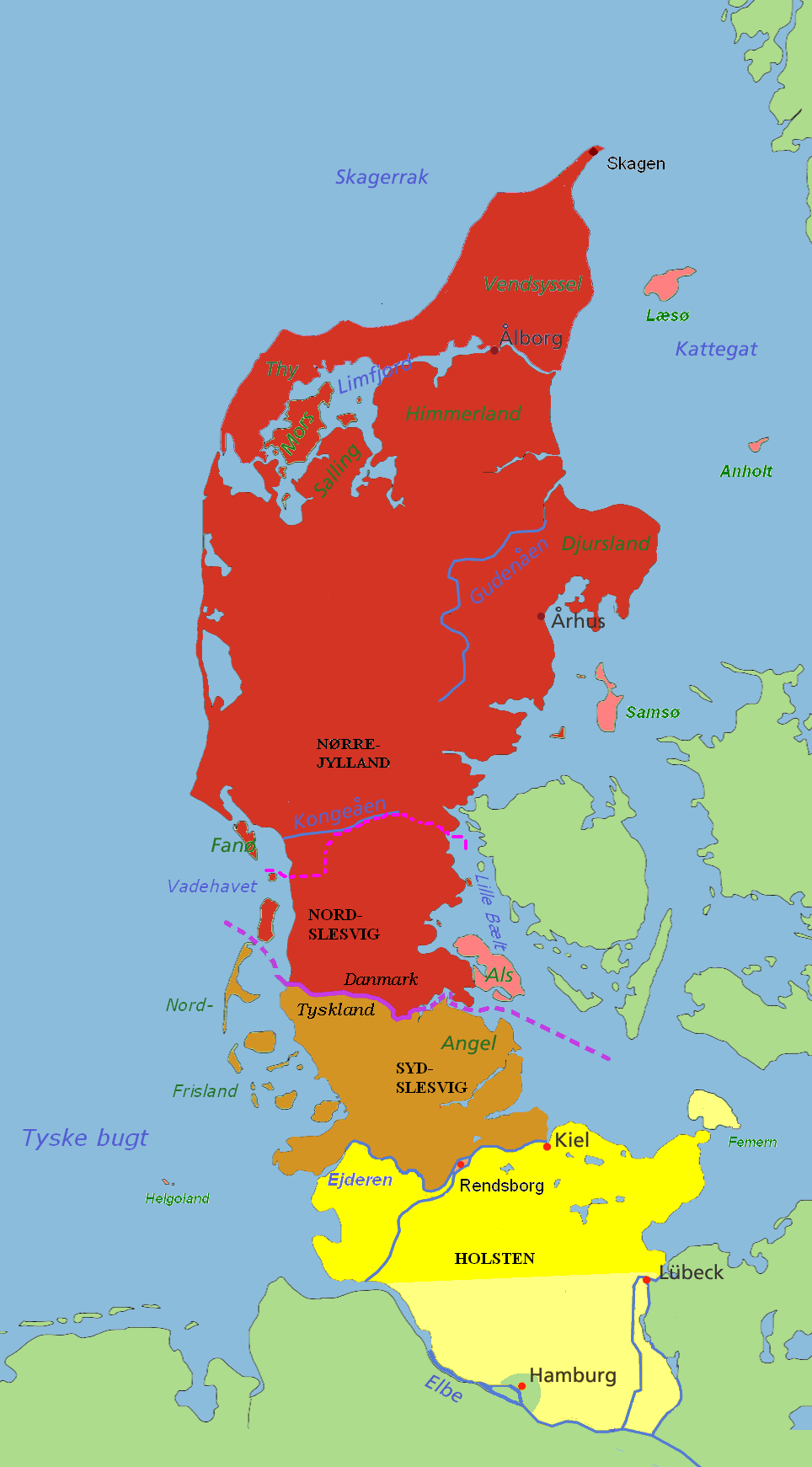
Península de Jutlàndia (Dinamarca), lloc on es trobà la mòmia

Es trobà el cos al 1835 per uns treballadors d'una finca coneguda com Haraldskaer, prop de la ciutat de Vejle, a la península de Jutlàndia (Dinamarca). El descobriren en una torbera pantanosa quan es disposaven a extraure'n carbó.
La primera hipòtesi sobre la mòmia era que es tractava del cos de la reina noruega Gunnhild Gormsdóttir, que, segons algunes sagues nòrdiques, fou assassinada per ordre del rei danès Harald Blåtand i llençada una torbera cap a l'any 970. Atès que s'afirmava que es tractaria d'una mòmia reial, el rei Frederic VI va fer construir-li un sarcòfag que es va dipositar a l'església de Sant Nicolau de Veijle.
No tots els experts opinaven que les restes pertanyien a la reina noruega, però fins al 1977 no es pogué datar l'origen de la mòmia. L'anàlisi amb carboni radioactiu de les restes demostrà que tenien raó els qui no estaven d'acord amb la primera hipòtesi; l'edat de la mòmia era molt anterior, d'uns 1500 anys enrere. Junt amb el cos, també es trobaren restes de tela de llana d'ovella i l'anàlisi amb isòtops radioactius d'estronci —mètode usat en arqueologia per reconstruir les rutes migratòries dels humans i altres animals— indica que aquella llana podia correspondre a ovelles de Dinamarca i que probablement la tela era de producció local.

## Característiques
- Com a totes les mòmies dels pantans, el procés de momificació de la dona de Haraldskaer es produí de manera natural, sense contribució humana.
- Causa de la mort: hi tenia marques d'haver estat escanyada amb una soga, en el que podria considerar-se una ofrena ritual.
- La dona tenia entre 40 i 50 anys.
- Feia 1,50 m d'alçada.
- El cos estava nu, però a la part superior es dipositaren una capa i tres peces de llana.
- El cos conservava la pell i els òrgans interns i tenia una lesió al genoll realitzada amb un objecte punxant.

## Conservació
La Dona d'Haraldskær es trobà en bon estat de conservació per la protecció natural que li donà el fet d'haver quedat enterrada en una torbera. El cos és dipositat amb caràcter permanent en un sarcòfag de vidre a l'església de Sant Nicolau, situada a la localitat danesa de Vejle.

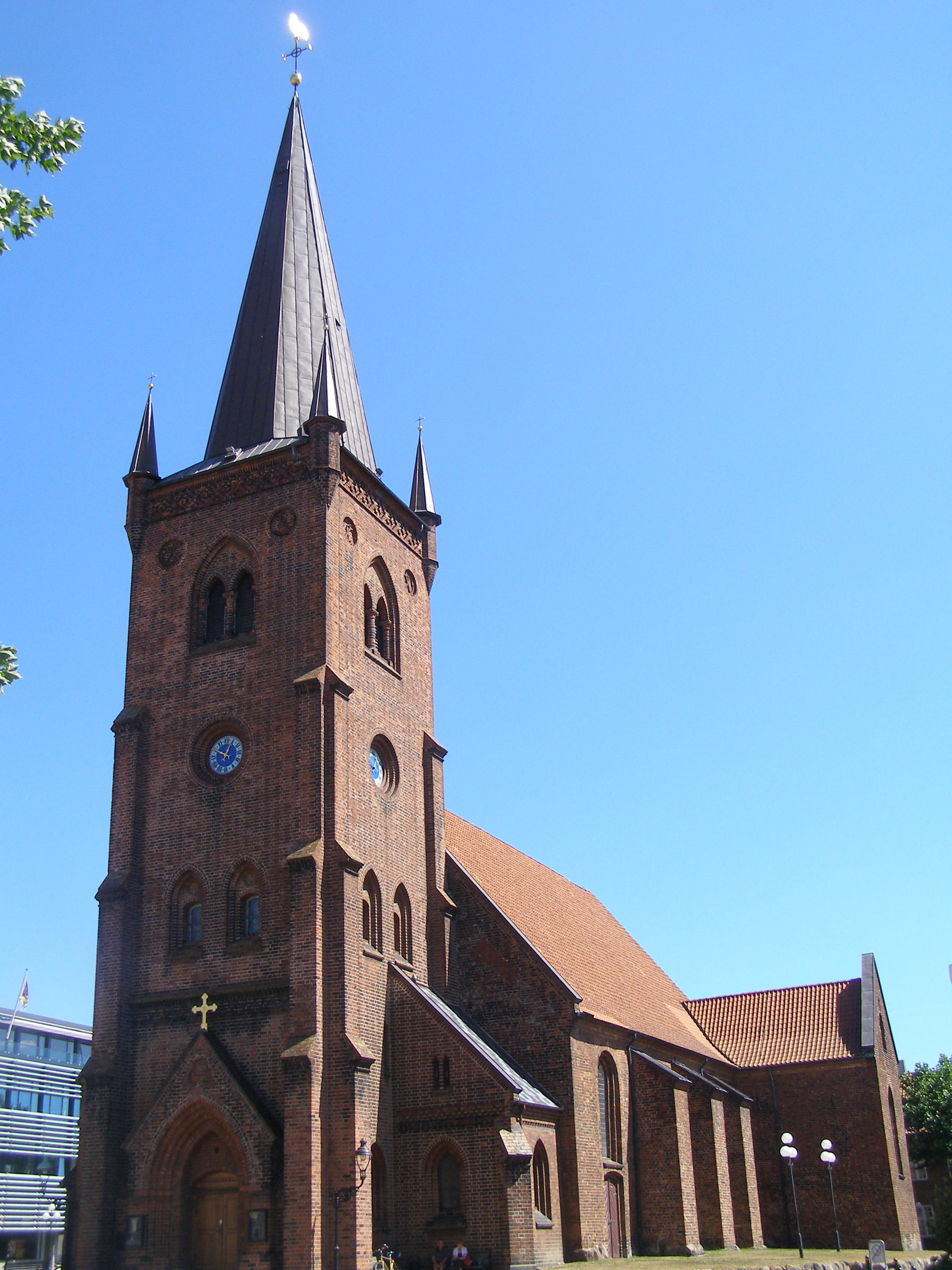
Església de Sant Nicolau, Vejle, Dinamarca, lloc de repòs de la Dona de Haraldskær